# Gregor Willwohl
Gregor Willwohl (* 18. April 1980 in Frankfurt (Oder)) ist ein deutscher Radsportmanager und ehemaliger Radrennfahrer.
Gregor Willwohl fuhr für das deutsche UCI Continental Team von Wiesenhof-Akud. Seinen ersten Profivertrag bekam er 2003 bei Winfix Techem. Er blieb bei diesem Team, doch änderten sich 2004, 2005 und auch 2006 die Sponsoren und das Management seines Teams und somit auch der Teamname, 2004 fuhr er also für Winfix Arnolds Sicherheit, 2005 für Akud Arnolds Sicherheit und 2006 für Wiesenhof-Akud. Sein größter Erfolg war das Trikot des besten Sprinters bei der Sachsen-Tour.
Gregor Willwohl lebt in Berlin. Er arbeitete als Mechaniker beim deutschen ProTeam Milram und 2011 beim Team Leopard Trek. Anschließend stand Gregor Willwohl beim russischen Team Katusha unter Vertrag. Seit 1. Januar 2014 war Willwohl im Team Stölting als Technischer Direktor und zweiter Sportlicher Leiter tätig.
Der Radsportler Willi Willwohl ist sein jüngerer Bruder.

## Teams
- 2003 Winfix Techem
- 2004 Winfix Arnolds Sicherheit
- 2005 Akud Arnolds Sicherheit
- 2006 Wiesenhof-Akud